# Holt Castle, Worcestershire
Holt Castle är en herrgård som ligger i Worcestershire, West Midlands, England i Storbritannien. Det färdigställdes 1070 under överseende av sheriffen Urse d'Abetot för att skydda mot attacker från walesare. d'Abetot lämnade herrgården till en av sina döttrar, Emeline, som i sin tur gifte sig med Walter de Beauchamp och släkten Beauchamp ägde sedan Holt Castle i drygt 200 år. 1388 byggde sir John Beauchamp, baron av Kidderminster ut Holt Castle, men den enda del av denna utbyggnad som står än idag är det västra tornet. 1420 dog Kidderminsters son utan att ha någon manlig arvinge, vilket gjorde baronskapet ogitligt. Herrgården ärvdes av hans dotter Margaret och under 150 år var det flera olika ägare till Holt Castle, däribland sir Thomas Bromley vars son (sir Henry Bromley) ärvde herrgården efter sin far. Det var i början av 1606 som sir Henry Bromley var med och arresterade jesuiterna Henry Garnet och Edward Oldcorne i Hindlip Hall efter de hade anklagats för att ha medverkat i krutkonspirationen året innan. Garnet och Oldcorne togs till Holt Castle innan de fördes vidare till London.

## Ägare av Holt Castle
- 1070: Urse d'Abetot/dottern Emeline
- 1120: Walter de Beauchamp/William de Beauchamp
- 1250: John de Beauchamp/Richard Beauchamp
- 1327: John Beauchamp
- 1363: Sir John Beauchamp
- 1388: Sir John Beauchamp/dottern Margaret
- 1420: Flera ägare; alla ättlingar av Margaret Beauchamp
- 1559: Sir John Bourne
- 1575: Sir Anthony Bourne
- 1576: Sir Thomas Bromley
- 1587: Sir Henry Bromley
- 1615: Sir Thomas Bromley
- 1629: Sir Henry Bromley
- 1657: Sir Henry Bromley
- 1683: Sir William Bromley
- 1707: John Bromley
- 1726: Sir Henry Bromley
- 1750: Thomas, lord Foley
- 1833: William Ward, earl av Dudley
- 1928: Fru Pepys Cockerell
- 1947: Fred och Kathleen Harper
- 1986: Herr och fru Hayes
- 1996: Steve och Rhoda Worrallo